# オーストラリアの砂漠

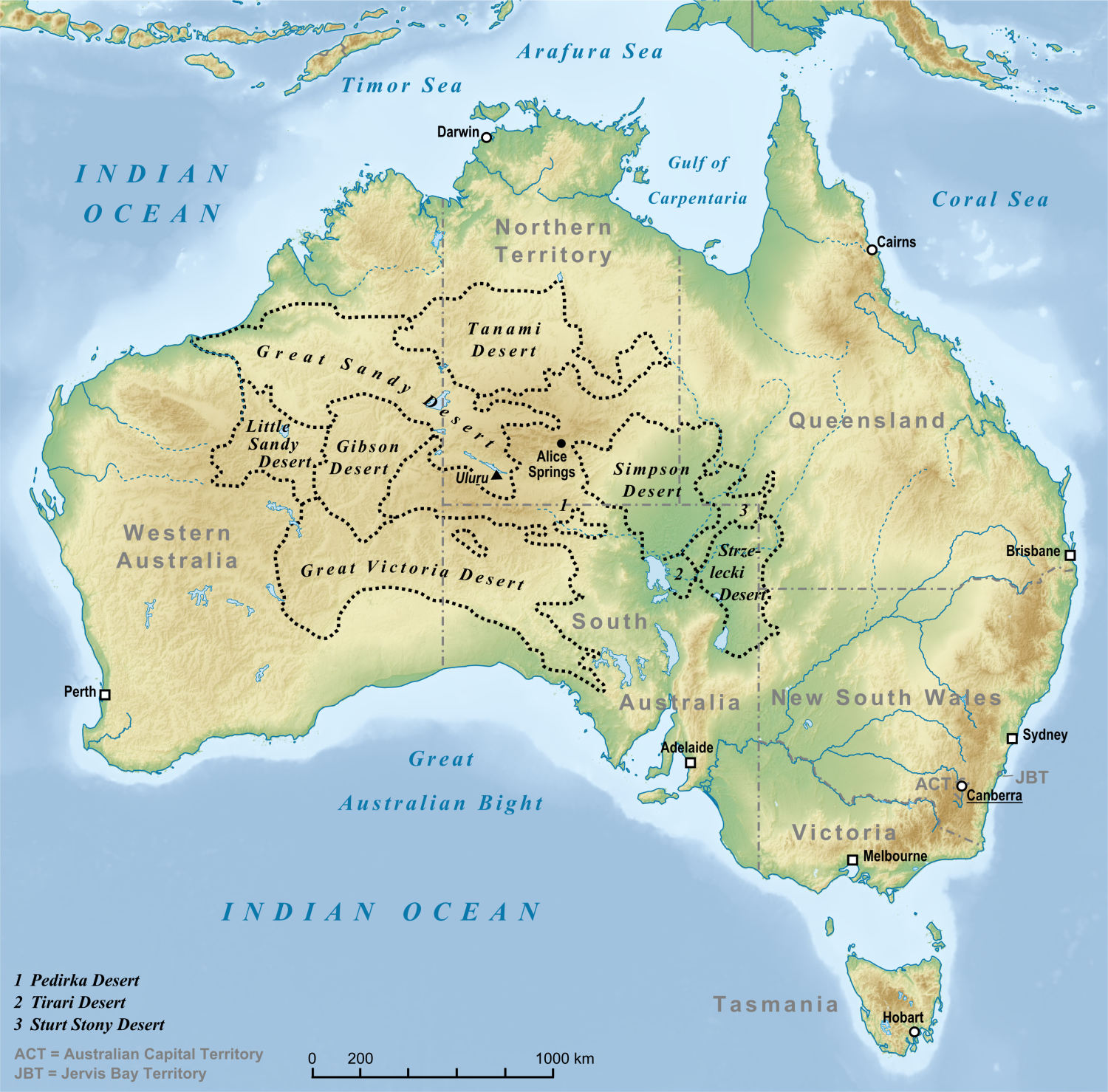
オーストラリアの砂漠

名前のつけられているオーストラリアの砂漠は、合計で1,371,000平方キロメートル、オーストラリア本土の18％を占めている。またそれ以外にも低降水量、高温の砂漠気候とみなせる地域が広がっている。それらはおもに西部の大地および内陸部の低地に広がっている。

## 砂漠一覧
| 名称                   | 州/準州                                                    | 面積      | 面積順位 | オーストラリア本土に占める割合 |
| ---------------------- | ---------------------------------------------------------- | --------- | -------- | ------------------------------ |
| グレートビクトリア砂漠 | 西オーストラリア、南オーストラリア                         | 348750k㎡ | 1        | 4.5%                           |
| グレートサンディ砂漠   | 西オーストラリア                                           | 267250k㎡ | 2        | 3.4%                           |
| タナミ砂漠             | 西オーストラリア、ノーザンテリトリー                       | 184500k㎡ | 3        | 2.4%                           |
| シンプソン砂漠         | ノーザンテリトリー、クイーンズランド、南オーストラリア     | 176500k㎡ | 4        | 2.3%                           |
| ギブソン砂漠           | 西オーストラリア                                           | 156000k㎡ | 5        | 2.0%                           |
| リトルサンディ砂漠     | 西オーストラリア                                           | 111500k㎡ | 6        | 1.5%                           |
| ストレゼレッキ砂漠     | 南オーストラリア、クイーンズランド、ニューサウスウェールズ | 80250k㎡  | 7        | 1.0%                           |
| スタートストーニー砂漠 | 南オーストラリア、クイーンズランド、ニューサウスウェールズ | 29750k㎡  | 8        | 0.3%                           |
| チラリ砂漠             | 南オーストラリア                                           | 15250k㎡  | 9        | 0.2%                           |
| ペディルカ砂漠         | 南オーストラリア                                           | 1250k㎡   | 10       | 0.016%                         |